# Radio Stad FM
Radio Stad FM was de publieke lokale omroep in de gemeente Roosendaal (Noord-Brabant). Stad FM zond 24 uur per dag uit op 107,1 MHz (FM). Op de kabel was Stad FM te ontvangen via 104,5 MHz, later op 87, 5 MHz.

## Geschiedenis
Radio StadFM is begin jaren 90 opgericht door de Stichting Omroep Organisatie Roosendaal En Nispen (S.T.O.O.R.E.N.) als de lokale omroep van Roosendaal en Nispen. In 1998 moest het radiostation door een gemeentelijke herindeling gedwongen fuseren met de Wouwse Radio Omroep (W.R.O). Door deze fusie verdween de naam 'Radio StadFM' uit het straatbeeld. De nieuwe naam van de omroep werd Stadsomroep Roosendaal. Dit radiostation zond uit op 107,1 MHz en 107,8 MHz, de oude frequentie van de W.R.O.
In 2000 werd besloten om de naam 'Radio StadFM' terug te brengen in de gemeente Roosendaal. Er kwam een financiële impuls en er werd een nieuwe afdeling acquisitie opgezet. Sinds 2004 ging het echter bergafwaarts, door verschillende inzichten vanuit bestuur en medewerkers. Hierdoor vertrokken veel drijvende krachten achter het radiostation. Sinds 2004 was er op de frequentie van Radio StadFM veelal draaggolf en storing te horen met af en toe wat muziek. In 2005 besloot het toenmalige bestuur het roer om te gooien en met een financiële impuls vanuit het bedrijfsleven werden de lijken in de kast geruimd. Enkele jaren draaide Radio StadFM weer met groeiende groep vrijwilligers, echter vernieuwing kon niet uitblijven. 

### Doorstart als DagFM
In november 2012 gaat het roer nog eens om. Een meer multimediale omroep ontstaat uit de noodzaak om zowel op radio, tv als internet en social media aanwezig te zijn. Dagroosendaal.nl, DagFM en DagTV voldoen aan de eisen van de tijd. Eind 2012 besloot de gemeente Roosendaal om een samenwerking met de omroepen in de regio te onderzoeken. Het consortium van omroepen in Woensdrecht en Bergen op Zoom lijft vervolgens de subsidie voor lokale omroep in Roosendaal in. Voortbestaan van een zelfstandige omroep in Roosendaal was daarmee verleden tijd. 
In september van 2013 werd een samenwerking met ZuidWest TV / Zuidwest FM uit Bergen op Zoom aangekondigd. De besturen van de twee omroepstichtingen kondigden aan te gaan werken aan een gezamenlijke streekomroep. Inmiddels staat deze samenwerking op papier en is er door beide omroepen getekend.